# Onwaard

Gemeentewapen van Onwaard

Onwaard is een voormalige gemeente op het eiland Goeree-Overflakkee. Op 19 augustus 1857 werd de gemeente samen met Roxenisse toegevoegd aan de gemeente Melissant. In 1840 had de gemeente 169 inwoners. Het grondgebied van de gemeente Onwaard omvatte de Onwaardpolder, Nieuwe Kraaijertpolder, Oude Kraaijertpolder en Kraaijenissepolder. Deze polders zijn rond 1570 definitief bedijkt.  